# Someday (chanson de CeCe Rogers)
Pour les articles homonymes, voir Someday.
Someday est une chanson de house écrite et produite par Marshall Jefferson, chantée par CeCe Rogers, sortie en 1987.
En 2005, cette chanson est apparue dans le jeu vidéo Grand Theft Auto: San Andreas.

## Pistes de l'édition originale
1. A - Someday (Club Mix) (7:17)
2. B1 - Someday (Some Dub) (8:43)
3. B2 - Someday (Accainstrumental) (6:19)